# Christopher Sharpless
Christopher Roland Sharpless (* 23. August 1945 in Bryan, Vereinigte Staaten) ist ein ehemaliger Bobfahrer von den Amerikanischen Jungferninseln.

## Biografie
Christopher Sharpless gehörte der ersten Winter-Olympiamannschaft der Amerikanischen Jungferninseln bei an den Olympischen Winterspielen 1988 in Calgary an. Als Anschieber von Harvey Hook belegte er im Zweierbob-Wettbewerb den 35. Rang.